# Партия надежды
Партия надежды (яп. 希望の党 кибо: но то:) — политическая партия в Японии, основанная губернатором Токио Юрико Коикэ незадолго до проведения  парламентских выборов 2017 года. Идеология партии склонялась к консерватизму и национализму.
7 мая 2018 года Партия надежды объединилась с Демократической партией, образовав Демократическую партию для народа. Однако, в тот же день некоторые правые члены создали новую партию с тем же названием. В октябре 2021 года партия распалась во второй раз. 

## История
На Токийских губернаторских выборах 2016 года Юрико Койкэ была избрана губернатором от Либерально-демократической партии, хотя она и не была официальным кандидатом от партии. Затем она сформировала партию «Томин фасто-но кай» (общество, ставящее на первое место интересы жителей Токио), которая была основана для столичных выборов 2017 года. Партия Комэйто поддержала губернатора Коикэ в столичном совете, хотя они были частью коалиционного правительства с ЛДП на национальном уровне. В то время партия была охарактеризована как правоцентристская.
Затем, 25 сентября 2017 года, после того, как премьер-министр Синдзо Абэ назначил всеобщие выборы в октябре 2017 года, Коикэ объявила, что основывает новую партию под названием "Партия надежды" на основе "Первой Токийской партии". Партия в то время провозглашала себя центристской, по уровню поддержки она занимала второе место среди политических партий Японии вскоре после своего основания. Крупнейшая оппозиционная демократическая партия на тот момент, обеспокоенная постоянным низким уровнем поддержки с 2012 года, объявила, что партия отказалась от планов участвовать в парламентских выборах 2017 года, потому что Сейдзи Маэхара, лидер ДП, решил начать слияние с Партией надежды. Фракция Демократической партии в Палате представителей распалась, и многие из действующих представителей партии участвовали в выборах в качестве кандидатов от партии надежды.
Затем уровень поддержки партии снизился перед выборами, и в итоге она получила всего 50 мест, что ниже, чем у недавно основанной Конституционно-демократической партии Японии. 10 ноября 2017 года партия провела  выборы руководства для избрания сопредседателя партии. Юитиро Тамаки был избран на выборах с большим перевесом. Коикэ ушла с поста лидера партии 14 ноября 2017 года в результате неудачных результатов на выборах, оставив Тамаки единоличным лидером.
24 апреля 2018 года руководство Партии надежды и Демократической партии объявили на совместной пресс-конференции, что обе партии договорились объединиться в мае 2018 года под названием "Демократическая партия для народа".

### Восстановление после слияния с Демократической партией
Ещё до слияния, крайне правые члены партии во главе с Сигэфуми Мацудзава заявили, что они намерены сформировать отдельную партию, которая сохранит то же название. Партия была образована 7 мая 2018 года, в тот же день, когда произошло слияние в Демократическую партию для народа.
5 июня 2018 года бывший генеральный секретарь Кунико Кода покинула партию, и Партия надежды потеряла свой юридический статус политической партии и стала политической организацией.
28 мая 2019 года Мацудзава ушел с поста лидера партии, и Нариакэ Накаяма стал новым лидером.
10 октября 2021 года Накаяма, единственный член парламента, не стал баллотироваться на следующих выборах в Палату представителей и заявил о своем намерении уйти из политики. 18 числа того же месяца Накаяма официально объявил о своей отставке на пресс-конференции, сообщив, что Партия надежды, которую он представлял, распалась 1 октября.

## Лидеры партии
Юрико Коикэ (25 сентября 2017 - 14 ноября 2017)
Юитиро Тамаки (17 ноября 2017 - 7 мая 2018)
Сигэфуми Мацудзава (7 мая 2018 - 28 мая 2019)

Нариакэ Накаяма (28 мая 2019 - 1 октября 2021)

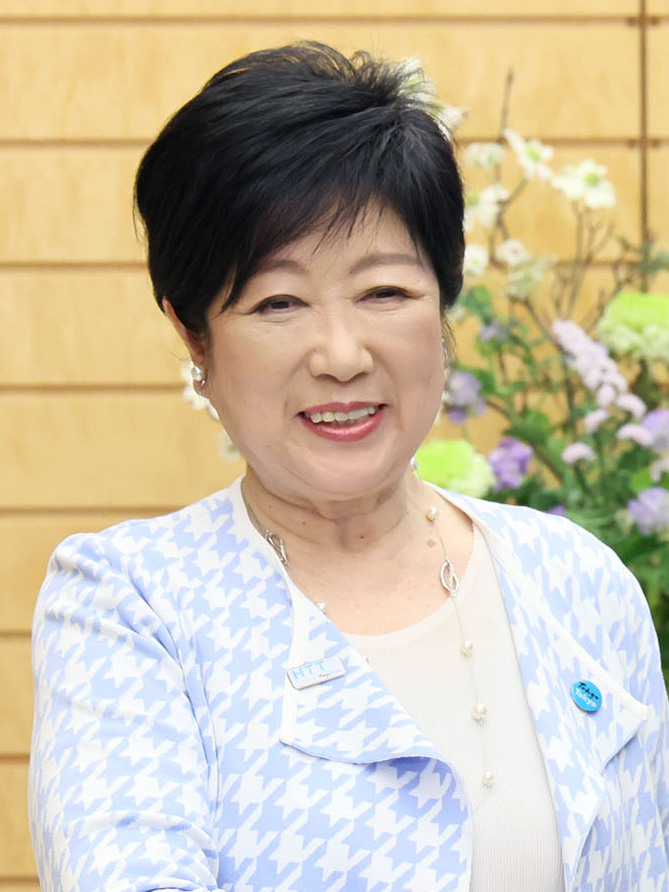
Юрико Коикэ
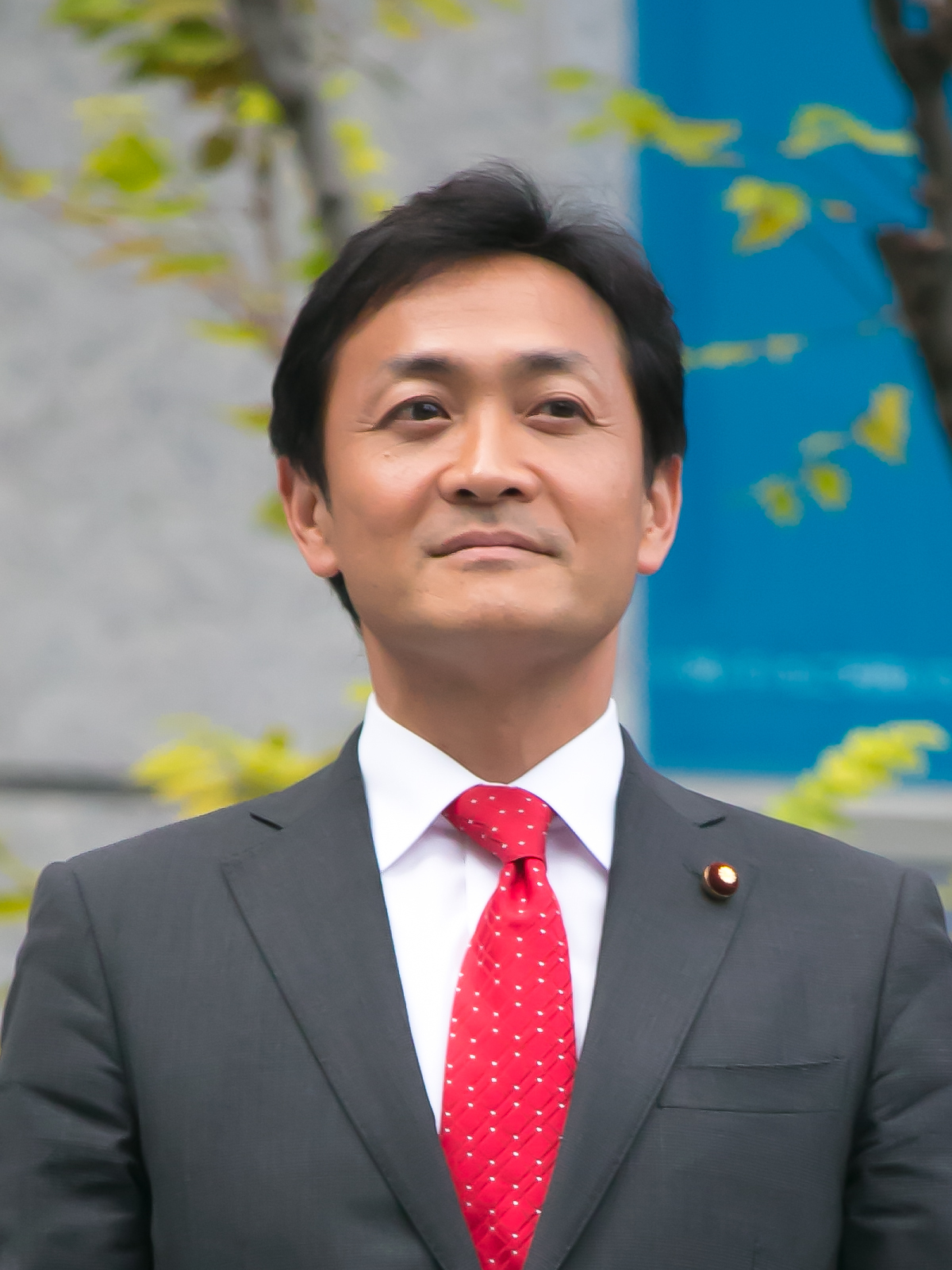
Юитиро Тамаки
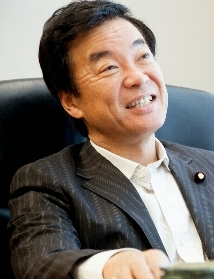
Сигэфуми Мацудзава
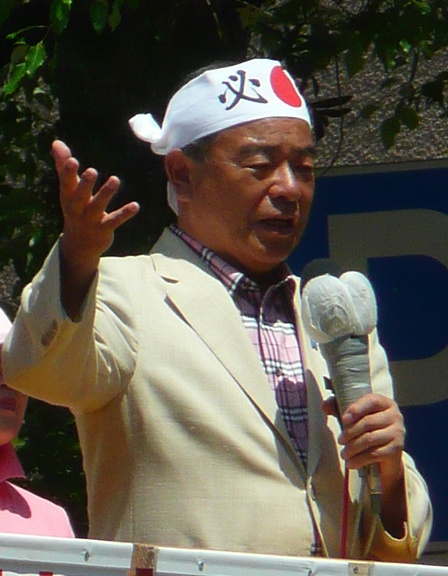
Нариакэ Накаяма

## Результаты выборов

### Палата представителей
| Лидер       | Выборы | Одномандатные округа | Одномандатные округа | Одномандатные округа | Многомандатные округа | Многомандатные округа | Многомандатные округа | Всего мест | Правительство |
| Лидер       | Выборы | Голоса               | %                    | Места                | Голоса                | %                     | Места                 | Всего мест | Правительство |
| ----------- | ------ | -------------------- | -------------------- | -------------------- | --------------------- | --------------------- | --------------------- | ---------- | ------------- |
| Юрико Коикэ | 2017   | 11,437,602           | 20.64                | 32 из 176            | 9,677,524             | 17.36                 | 18 из 289             | 50 из 465  | Оппозиция     |

## Логотипы

2017-2018
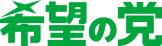
2018-2021